# Aneurus avenius
Aneurus avenius is een wants uit de familie van de Aradidae (Schorswantsen). De soort werd het eerst wetenschappelijk beschreven door Jean-Marie Léon Dufour in 1833.

## Uiterlijk
De zeer platte bruine wants is altijd macropteer maar de achtervleugels zijn gereduceerd en kan 4.5 tot 5 mm lang worden. Het ovaal gevormde scutellum is bruinzwart, net als de kop en het halsschild. De rand om het achterlijf (connexivum) is opvallend breed en de positie van de vlekken kan gebruikt worden om de soort van andere soorten uit hetzelfde genus te onderscheiden.
De voorvleugels zijn alleen aan het begin verhard en voor de rest grotendeels doorzichtig. Dit is een verschil met de Nederlandse soorten uit het genus Aradus. Aneurus avenius lijkt sterk op Aneurus laevis, de mannetjes van die soort hebben echter een knobbeltje op de rug en de vrouwtjes hebben twee uitstulpingen aan het uiteinde van het achterlijf.

## Leefwijze
De volgroeide wantsen van de soort kunnen, in alle stadia, het hele jaar door, gevonden worden. Ze leven in bossen onder de schors van dode takken van een groot aantal bomen en stuiken.

## Leefgebied
De soort is in Nederland zeldzaam, maar komt sinds 1980 weer vaker voor. Het verspreidingsgebied is Palearctisch, van Europa tot Noord-Afrika en het Midden-Oosten, de Kaukasus en Siberië.